# Тропични и субтропични сухи широколистни гори
Тропичните и субтропични сухи широколистни гори с биом, един от основните хабитатни типове във физикогеографската класификация на Световния фонд за природата.
Характерни са за тропичните области с постоянни високи температури и валежи, но с големи сезонни разлики във валежите – продължителен сух сезон. Повечето от тези гори са листопадни, като дърветата губят листата си през сухия сезон, за да поддържат влажността си, което от своя страна позволява развитието на по-гъста приземна растителност. Някои от сухите широколистни гори, главно в Южна и Югоизточна Азия, които имат достъп до подземни води или растат върху по-слаби почви, са вечнозелени.